# San Juan Nepomuceno (nave)
Il San Juan Nepomuceno è stato un vascello costruito a Guarnizo nel 1766 in servizio nella Armada Española tra il 1766 e il 1805, quando prese parte alla battaglia di Trafalgar. In seguito fu utilizzato dalla Royal Navy fino al 1818.

## Costruzione
La nave fu costruita a Guarnizo nel 1766 su progetto di Francisco Gautier; assieme ad essa si costruirono altre cinque navi dalle caratteristiche simili, la San Pascual, la San Francisco de Asís, la San Lorenzo, la San Agustín e la Santo Domingo.
Il vascello fu dotato di 74 cannoni: 24 cannoni da 24 libbre, 30 cannoni da 18 libbre e 16 cannoni da 8 libbre.

## Servizio
Nel 1767 la nave compì la sua prima missione, scortando le navi che portavano nello Stato Pontificio i gesuiti cacciati dal Sudamerica dal re Carlo III. Tra il 1781 e il 1783 fu impiegata nelle acque dei Caraibi per fare da scorta a mercantili nordamericani, spagnoli e francesi in funzione anti-britannica.
Nel 1793, sotto il comando di José de Escaño, partecipò nel Mar Mediterraneo alle azioni militari contro la Francia rivoluzionaria. Assieme ad una squadra britannica partecipò allo sbarco, all'occupazione militare e alla successiva evacuazione della piazza di Tolone.
Nel 1797 fece parte della squadra che, sotto il comando dell'ammiraglio José de Córdoba prese parte alla battaglia di Capo San Vincenzo ma non partecipò alle azioni di guerra. Per il suo comportamento nella battaglia il comandante, Antonio Bunzo, fu sospeso due anni.
Nel 1803 la nave passò sotto il comando di Cosme de Churruca, che ottenne il permesso di armarla e prepararla a sua discrezione, ma non riuscì a completare le modifiche preventivate a causa di invidie e dissapori presenti nell'Armada Española.

## Battaglia di Trafalgar
Nel 1805 il San Juan Nepomuceno prese parte alla battaglia di Trafalgar, dove fu circondata da sei navi britanniche e si arrese solo dopo aver subito la morte di 100 persone a bordo, tra le quali lo stesso Cosme de Churruca. Alla nave, catturata dalla Royal Navy, fu in seguito cambiato il nome in HSM San Juan; fu utilizzata a Gibilterra come pontone, nave prigione, ammiraglia di flottiglia e infine come nave di rappresentanza fino alla vendita nel 1818.